# Hans Herzog

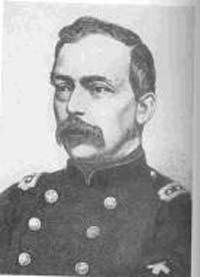
Hans Herzog

Hans Herzog (Aarau, 28 oktober 1819 - Aarau, 2 februari 1894) was een Zwitsers generaal en opperbevelhebber.

## Levensloop
Herzog volgde onderwijs aan de kantonsschool van het kanton Aargau en studeerde daarna natuurwetenschappen aan de Academie van Genève. Hij bleef nadien een enthousiast lid van de Natuurvorsers Vereniging. Hij bezocht vele landen in Europa (waaronder Engeland). In 1839 nam hij dienst in het leger en werd in 1840 bevorderd tot artillerieluitenant. Nadien werkte hij voor zijn vaders handelsonderneming (textielfabricatie) en werd koopman. In 1846 ging hij naar Ludwigsburg (Württemberg) en diende er als artillerieofficier.
Hans Herzog vocht in 1847, tijdens de Sonderbund-oorlog, als kapitein in het leger van het Eedgenootschap tegen de troepen van de Sonderbund.
Hans Herzog werd in 1852 lid van de Artilleriecommissie van de Bondsrepubliek Zwitserland. Hij schreef diverse artikelen voor militaire tijdschriften en werd dankzij zelfstudie een wapen- en munitietechnicus. In 1856 werd hij federaal artilleriechef en was daarna inspecteur van de federale artillerie (1860); kort hiervoor had hij zijn werk als koopman neergelegd en werd fulltime militair. Hij werd bevorderd tot kolonel, de hoogste rang van het Zwitsers leger in vredestijd.

### Generaal en opperbevelhebber
Hans Herzog was tijdens de mobilisatie vanwege de Frans-Duitse Oorlog Zwitsers generaal en opperbevelhebber van het Zwitserse leger (19 juli 1870 - 15 juli 1871). In februari 1871 sloot hij met de Franse generaal Justin Clinchant het Verdrag van Verrières, waardoor het restant van de door het Duitse leger achtervolgde legergroep onder de Franse generaal Charles-Denis Bourbaki in Zwitserland geïnterneerd en ontwapend kon worden.
Van 1875 tot zijn dood bekleedde hij de functie van chef van de generale staf.
Hans Herzog overleed op 74-jarige leeftijd in 1894.